# Creysse (Dordogne)
Creysse – miejscowość i gmina we Francji, w regionie Nowa Akwitania, w departamencie Dordogne.
Według danych na rok 1990 gminę zamieszkiwało 2336 osób, a gęstość zaludnienia wynosiła 212 osób/km² (wśród 2290 gmin Akwitanii Creysse plasuje się na 188. miejscu pod względem liczby ludności, natomiast pod względem powierzchni na miejscu 997.).